# Tibga (departamento)
Tibga é um departamento ou comuna da província de Gourma no Burkina Faso. A sua capital é a cidade de Tibga.
Em 1 de julho de 2018 tinha uma população estimada em 40793 habitantes.